# 大河原愛子
大河原 愛子（おおかわら あいこ、1941年11月15日 - ）は、実業家。株式会社デルソーレ代表取締役会長。ピザ協議会名誉会長
、国連WFP協会顧問、日米協会顧問を務めるほか、株式会社パルコ、エイボン・プロダクツ株式会社、亀田製菓株式会社、メットライフ生命の取締役、およびモルガン・スタンレー証券シニア・アドバイザーを歴任した。経済同友会幹事、在日米国商工会議所副会頭、厚生労働省「女性の活躍推進委員会」、経済産業省「男女共同参画研究会」、内閣府「男女共同参画推進連携会議」の委員も務めた。女性起業家の草分け的存在であり、日本にピザを広めた「日本のピザのパイオニア」として知られる。日系アメリカ人。

## 経歴
実業家である比嘉悦雄の長女としてアメリカ合衆国ハワイ州ホノルルに生まれる。弟にヒガ・インダストリーズ創業者アーネスト・エム・比嘉がいる。15歳の時に家族で日本に移住。1年間東京のアメリカンスクールに通ったのち、米国ノースウェスタン大学に入学。2年後、スイスのジュネーヴ大学法学部に入学し直す。1962年卒業後、来日。英仏同時通訳やジャパンタイムズのアルバイトをして過ごす。
1966年、父が創業したピザ輸入販売のJ&Cカンパニーを引き受け、弱冠24歳で経営責任者となる。。まずは経営改善のためピザ生地を自社生産へ変え、愛子みずから紀ノ国屋やユアーズといった高級スーパーマーケットへ営業をかけた。1970年代にはピザがロイヤルホスト1号店のメニューに加えられ話題となる。その後伊藤ハムのチルドピザをOEMで製造開始チルド部門にも参入、弟が立ち上げたドミノ・ピザジャパンへドウボール等を供給する。1993年には女性社長として2番目に、外国人としては初めて、ジェーシー・コムサ（現・デルソーレ）を店頭公開（現在のJASDAQ）。1994年にはピザの業界団体「ピザ協議会」を立ち上げる。2003年ジェーシー・コムサ（現・デルソーレ）代表取締役会長となる。
女性の地位向上にも取り組んでおり、男女共同参画の委員を歴任するほか、2004年にはWF-Net（食品業界女性経営者ネットワーク）を設立。2013年には、WCD(Women Corporate Directors)日本支部を立ち上げ、小林いずみとともに共同幹事を務める。2015年にはミラノ国際博覧会日本館サポーターを務める。

## 受賞歴
- 1991年 - 女性起業家大賞（ニュービジネス協議会）[12]
- 1992年 - 婦人経営者賞（日刊工業新聞社）[12]
- 1994年 - ビジネス・ウーマン・オブ・ザ・イヤー（ヴーヴ・クリコ社）[26]
- 1998年 - 世界女性起業家賞（全国商工会議所女性会連合会）[12]、フラワー賞（経済界）[27]
- 2023年 - 食料産業特別貢献大賞[28]

## 著書
- 女性が会社をつくるとき―私たちにも翔べた （共著 東洋経済新報社 1995年 ISBN 978-4492552599）
- 食品業界の撫子―ビジネスで夢を実現した女性達 （日本食糧新聞社 2012年 ISBN 978-4889271935）